# النزوح السويدي إلى الولايات المتحدة

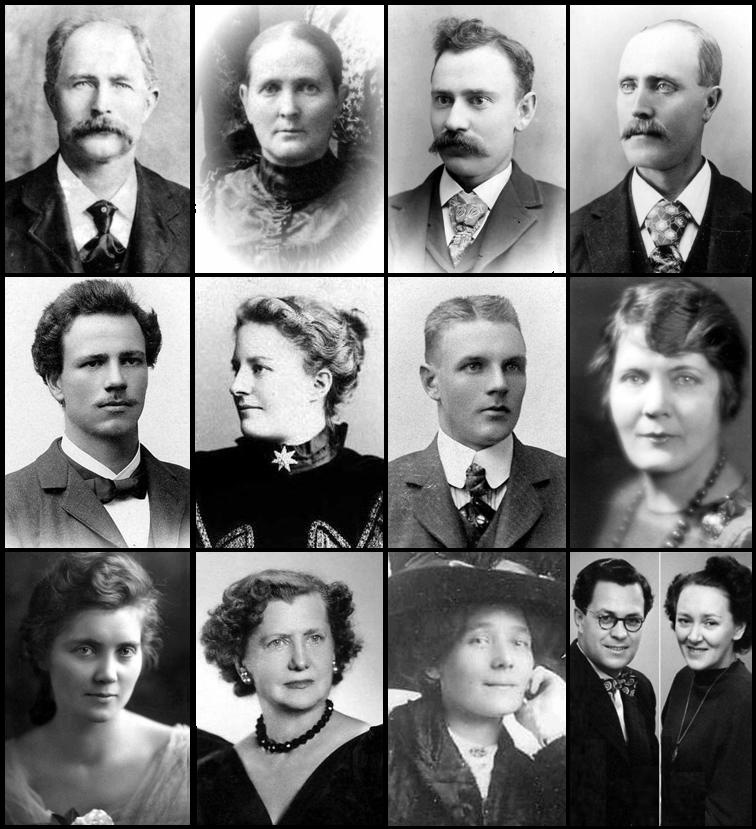
صورة لثلاثة عشر من أعلام الأمريكيين السويديين

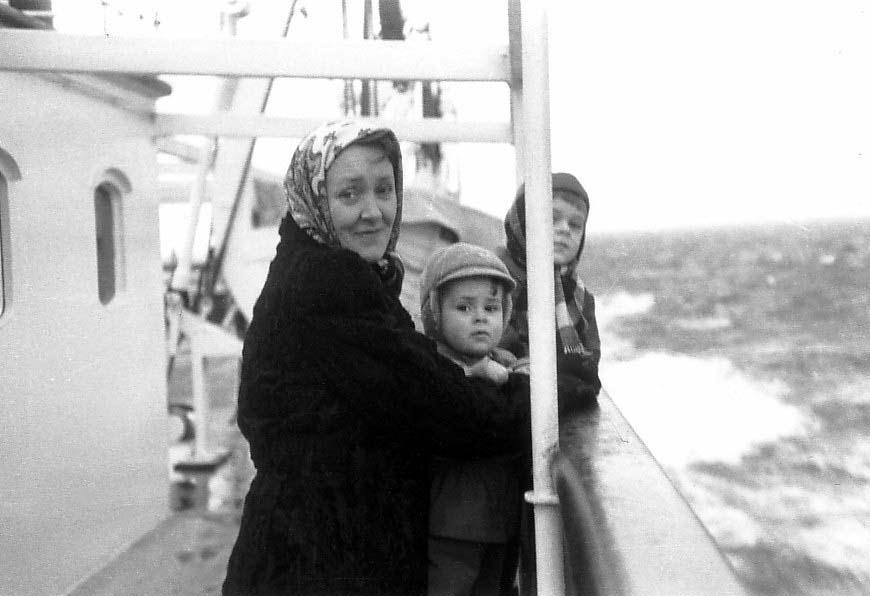
مهاجرة سويدية مع ابنيها على متن سفينة وسط الأطلسي متجهة إلى إلى مدينة بورتلاند بولاية مين الأمريكية ومن ثم إلى مدينة شيكاغو عام 1950.

هاجر ما يقرب من 1.3 مليون مواطن سويدي من السويد إلى الولايات المتحدة خلال القرنين التاسع عشر والعشرين. على الرغم  من أن الغرب الأمريكي القديم كان جاذبًا للمناطق الريفية الفقيرة من جميع أنحاء أوروبا، أدت بعض العوامل إلى تشجيع النزوح من السويد إلى الولايات المتحدة على وجه التحديد. على سبيل المثال امتعض الكثيرون من القمع الديني الذي كانت تمارسه الدولة المسيحية اللوثرية، واستاؤوا كذلك من مذهب المحافظة الاجتماعية والغطرسة الطبقية التي كان يتبناها ملك السويد. أدى النمو السكاني وفساد المحاصيل أيضًا إلى استفحال الأوضاع في الريف السويدي. وفي المقابل صور المهاجرون السويديون الأوائل الغرب الأوسط الأمريكي على أنه جنة في الأرض، وأشادوا بالحرية الدينية في الولايات المتحدة والفرص العظيمة التي لم يكن لأحد في السويد أن يحلم بها.
وصلت النزوح السويدي إلى الولايات المتحدة ذروته في العقود التي تلت الحرب الأهلية الأمريكية (1861-65). وبحلول عام 1890 أفاد تعداد الولايات المتحدة بوصول عدد السويديين الأمريكيين إلى ما يقرب من 800,000 نسمة. استوطن معظم هؤلاء المهاجرين الأراضي الخالية، وهموا بتطهير سهوب البراري وحرثها لتكون صالحة للزراعة، ولكن بعض الظروف قادت بعضهم للعيش في المدن مثل شيكاغو. انتقلت الشابات العزباوات عادةً من العمل في الريف السويدي إلى العمل في المدن الأمريكية كخادمات منازل. عاد بعض المهاجرين السويديين إلى بلدهم القديم في أواخر القرن التاسع عشر، ووضحت رواياتهم أوجه التباين بين الولايات المتحدة والسويد من حيث العادات والتقاليد. عاد بعضهم كي يقضي ما تبقى من حياته في بلده، ولكنهم عدلوا عن رأيهم عندما واجهوا غطرسة الطبقة الأرستقراطية السويدية، وأوضاع الطبقة العاملة القاسية والمهينة، وغياب احترام المرأة.
عقب انخفاض أعداد المهاجرين في الـ1890ـات، ارتفعت أعدادهم من جديد، مما أثار حالة ذعر في السويد. وفي عام 1907 أُسست لجنة الهجرة البرلمانية في السويد، وأوصت بتطبيق إصلاحات اجتماعية واقتصادية لتقليل معدل الهجرة عبر «إحضار الجوانب الحسنة من أمريكا إلى السويد». طُبقت توصيات اللجنة بسرعة خاطفة بما يشمل: حق التصويت الكامل للرجال، وتحسين المساكن، وتطوير الاقتصاد بصفة عامة، وتوفير التعليم الشعبي على نطاق أوسع. ومن الصعب تحديد أثر تلك الإجراءات نظرًا إلى أن الحرب العالمية الأولى (1914-18) اندلعت بعد عام من نشر اللجنة أول مجلد لها، مما أدى إلى خفض معدل الهجرة إلى معدل لا يكاد يذكر. وبحلول عشرينيات القرن العشرين، توفقت حركة الهجرة من السويد بالكامل.

## تاريخ مبكر: الحلم السويدي الأمريكي
أنشأت شركة غرب الهند السويدية مستعمرة على ضفة نهر ديلاوير في عام 1638، وأطلقت عليها اسم السويد الجديدة. صمدت تلك المستعمرة الصغيرة لفترة قصيرة، وفي ذروتها كان يقطن بها 600 من المستوطنين السويديين والفنلنديين (عندما كانت فنلندا جزءًا من السويد). خسرت تلك المستعمرة موقعها لصالح مستعمرة نيونذرلاند الهولندية في عام 1655. ولكن على الرغم من ذلك ظل أحفاد المستعمرين الأصليين يتكلمون باللغة السويدية حتى نهاية القرن الثامن عشر. ولا تزال ذكرى تاريخ السويد الجديدة محفورة في العصر الحديث في صورة متحف التاريخ الأمريكي السويدي في فيلادلفيا؛ ومنتزه فورت كريستينا في ويلمنغتون، ديلاوير؛ ومنزل يوهان بيورنسون برينتز (برينتزهوف) في إسنغتون، بنسلفانيا.
يعتقد المؤرخ هيلدور بارتون أن أهمية مستعمرة السويد الجديدة تكمن في قدرتها على جذب انتباه السويد للولايات المتحدة بشدة على المدى الطويل. إذ كانت أمريكا تُعد المثل الأعلى لليبرالية والحرية الشخصية في أوروبا، وصارت في نظر السويديين الليبراليين مكانًا مثاليًا، واقترن إعجابهم بها مع تصورهم عن العصر الذهبي السويدي السالف والمثاليات النوردية القديمة. إذ افترض بعض الناس أن «القيم السويدية» الأزلية تعرضت للتخريب من قبل القوى الأجنبية، وأن بإمكانهم استعادة أمجاد الماضي في العالم الجديد. ظلت تلك النزعة قائمة في نقاشات السويديين عن أمريكا، ولكن تلك القيم «الأزلية» المنشودة تغيرت مع مرور الزمن. وفي القرنين السابع عشر والثامن عشر، اعتبر أولئك الذين ينادون بالحرية الدينية في السويد أن أمريكا هي الرمز الأعلى للحرية الدينية. وفي القرن التاسع عشر صرف الناس انتباههم عن الدين لصالح السياسة، وأبدى مواطني النظام الطبقي السويدي إعجابهم بمذهب الجمهوريانية في الولايات المتحدة والحقوق المدنية. وفي مطلع القرن العشرين، رحب الحلم السويدي الأمريكي كذلك بفكرة دولة الرفاهية التي تتكفل برعاية جميع مواطنيها. وفي هذا السياق كانت الولايات المتحدة مثالًا على حلم الفردية اللامحدودة.
ظل نقاش السويديين عن أمريكا نقاشًا نظريًا حتى القرن التاسع عشر، إذ أن عدد السويديين الذين زاروا أمريكا في ذلك الوقت كان عددًا محدودًا. كانت الهجرة محظورة في السويد وكان يُنظر إلى عدد السكان حينها باعتباره ثروة الأمم. ولكن عدد سكان السويد تضاعف خلال الفترة 1750–1850، وأدى تباطؤ التقدم الاقتصادي إلى انتشار مخاوف الزيادة السكانية في السويد استنادًا على نظرية السكان المشهورة التي وضعها توماس مالثوس. وفي ثلاثينات القرن التاسع عشر أُبطلت القوانين المعادية للهجرة في السويد.

## السويديون الأمريكيون

مناطق انتشار الأمريكيين المنحدرين من أصول سويدية في الولايات المتحدة بحسب بيانات تعداد الولايات المتحدة عام 2000

ظل وسط الغرب الأمريكي معقل المجتمع السويدي الأمريكي، ولكنه فقد مكانته في القرن العشرين. ففي عام 1910، عاش 54% من المهاجرين السويديين في الغرب الأوسط، و15% منهم في المناطق الصناعية في الشرق، و10% منهم على الساحل الغربي. كانت شيكاغو في ذلك الوقت العاصمة السويدية الأمريكية، إذ كانت تحوي 10% من جميع السويديين الأمريكيين (أي أكثر من 100,000 فرد)، وبذلك كانت ثاني أكبر مدينة سويدية في العالم بعد ستوكهولم.
أظهر أولئك المهاجرون انتمائهم لكلٍ من السويد والولايات المتحدة معًا، وحافظوا على صلتهم ببلدهم القديم وافتتانهم به. تجلى حنين السويديين إلى بلدهم القديم في رحلاتهم إلى السويد التي بدأت في سبعينات القرن التاسع عشر واستمرت حتى القرن العشرين، وقدمت رواياتهم وذكرياتهم من تلك الرحلات مادة خصبة لأديرة النشر السويدية الأمريكية. تشهد تلك الروايات على عواطف المهاجرين المتقلبة، ولكن جميع الجاليات السويدية الأمريكية كانوا يتشاركون في سخطهم على تكبر الطبقات العليا في السويد، وامتهان السويد للمرأة. عاد أولئك المهاجرون إلى الغرب الأوسط الأمريكي والفخر يملؤهم بثقافتهم الأمريكية.
طبقًا لتعداد السكان الأمريكي في عام 2000، يزعم ما يقرب من 4 ملايين مواطن أمريكي أن جذورهم تعود إلى السويد. وتُعد ولاية مينيسوتا أكثر ولاية يقطنها أشخاص من أصل سويدي، إذ قُدر عددهم بنحو 9.6% من سكان الولاية بحلول عام 2005.

### الذكرى
من أشهر الأعمال الفنية المعبرة عن النزوح الجماعي في السويد سلسلة الروايات الرباعية «المغتربون» (1949–1959) من تأليف فيلهيلم موبيرج (1898–1973). صورت الرباعية حياة عائلة سويدية مهاجرة خلال الأجيال المتعاقبة، وبِيعَ منها مليونا نسخة في السويد وتُرجمت إلى عدة لغات. ألهمت تلك الروايات المخرج السويدي جان ترويل لإنتاج فيلمي «المغتربون» (1971) و«الأرض الجديدة» (1972)، وألهمت كذلك بيني أندرسون وبيورن أولفايوس لتأليف المسرحية الغنائية «كريستينا فرون دوفيمولا» (1995).

## وصلات خارجية
- صحيفة «Nordstjernan» السويدية المتأسسة في نيويورك عام 1872
- مركز السويد الجديد — متحف وجولات وفعاليات
- الجمعية التاريخية الأمريكية السويدية